# Czernoleski
Czernoleski (biał. Чарналескі, ros. Чернолески) – wieś na Białorusi, w obwodzie mińskim, w rejonie mińskim, w sielsowiecie Krupica.